# 东风汽车股份有限公司
东风汽车股份有限公司，英语Dongfeng Automobile Co., Ltd. (DFAC)是东风汽车有限公司旗下公司，东风汽车有限公司持股7成，公众持股3成，生产卡车、轿车。东风汽车股份有限公司还合资生产柴油发动机，合资企业是康明斯，名称东风康明斯发动机有限公司（Dongfeng Cummins Engine Co. Ltd） (DCEC).